# Элкинс (Западная Виргиния)
Элкинс (англ. Elkins) — город в штате Западная Виргиния (США). Он является окружным центром округа Рандолф. В 2010 году в городе проживало 7094 человека.

## География
Элкинс находится у места впадения в реку Тигарт притока Лидин-Крик. Средняя высота города — 610 метров над уровнем моря.
В Элкинсе расположена штаб-квартира национального леса США Мононгуэла, занимающего площадь 3725 км².
Общая площадь города 8,88 квадратных километров и всё это суша.

## История
Город Элкинс лежит в излучине реки Тигарт. В 1889 году была построена железная дорога West Virginia Central and Pittsburg Railway, что открыло для промышленного развития огромную территорию. На территории Элкинса находилась небольшая деревня Лидсвилл. В 1890 году город был инкорпорирован под названием Элкинс в честь сенатора Стивеном Элкинса, который вместе с сенатором Генри Дэвисом Гассауем (англ. Henry Gassaway Davis) участвовал в проведении железной дороги в город. Элкинс стал центром округа в 1900 году. В 1904 году было закончено строительство здания для окружного суда округа Рандолф, оно было построено в ричардсонианском романском стиле. В 1905 году открыта дорога Western Maryland Railway, через Элкинс начали курсировать пассажирские поезда. К 1918 году через город проходило 18 ежедневных поездов. Широкое развитие в США сети автодорог, развитие автомобильных перевозок, появление реактивной авиации постепенно «убивало» железную дорогу, но до 1958 года пассажирские перевозки всё ещё существовали.

## Демография
По данным переписи 2010 года население Элкинса составляло 7094 человека (из них 48,0 % мужчин и 52,0 % женщин), было 3038 домашних хозяйства и 1756 семей. Расовый состав: белые — 96,5 %, коренные американцы — 0,2 %, афроамериканцы — 1,2, азиаты — 0,8 % и представители двух и более рас — 1,2 %.
Из 3038 домашних хозяйств 40,6 % представляли собой совместно проживающие супружеские пары (13,7 % с детьми младше 18 лет), в 12,5 % домохозяйств женщины проживали без мужей, в 4,8 % домохозяйств мужчины проживали без жён, 42,2 % не имели семьи. В среднем домашнее хозяйство вели 2,19 человека, а средний размер семьи — 2,8 человека.
Население города по возрастному диапазону распределилось следующим образом: 20,9 % — жители младше 18 лет, 6,0 % — между 18 и 21 годами, 55,5 % — от 21 до 65 лет и 17,6 % — в возрасте 65 лет и старше. Средний возраст населения — 39,6 года. На каждые 100 женщин приходилось 92,4 мужчины, при этом на 100 совершеннолетних женщин приходилось уже 88,4 мужчин сопоставимого возраста.
В 2014 году из 5958 трудоспособных жителей старше 16 лет имели работу 3342 человек. При этом мужчины имели медианный доход в 40 129 долларов США в год против 28 370 долларов среднегодового дохода у женщин. В 2014 году медианный доход на семью оценивался в 56 500 $, на домашнее хозяйство — в 41 087 $. Доход на душу населения — 22 442 $. 11,7 % от всего числа семей и 18,9 % от всей численности населения находилось на момент переписи за чертой бедности.
Динамика численности населения:
|  |

## Климат
По классификации климатов Кёппена климат Элкинса относится к влажному континентальному. Средняя температура в году — 10,2 °C, самый тёплый месяц — июль (средняя температура 21,1 °C), самый холодный — январь (средняя температура -1,6 °C). Среднее количество осадков в году 1165,9 мм.
| Показатель                    | Янв. | Фев. | Март  | Апр. | Май   | Июнь  | Июль  | Авг. | Сен. | Окт. | Нояб. | Дек. | Год    |
| ----------------------------- | ---- | ---- | ----- | ---- | ----- | ----- | ----- | ---- | ---- | ---- | ----- | ---- | ------ |
| Абсолютный максимум, °C       | 26   | 25   | 30    | 32   | 34    | 36    | 37    | 37   | 36   | 31   | 28    | 24   | 37     |
| Средний суточный максимум, °C | 3,9  | 6    | 10,9  | 17,1 | 21,5  | 25,5  | 27,2  | 26,8 | 23,2 | 17,8 | 11,8  | 5,7  | 16,4   |
| Средняя температура, °C       | −1,6 | 0,1  | 4,3   | 9,8  | 14,5  | 19,1  | 21,1  | 20,6 | 16,8 | 10,7 | 5,5   | 0,3  | 10,2   |
| Средний суточный минимум, °C  | −7   | −5,8 | −2,2  | 2,6  | 7,5   | 12,6  | 15    | 14,4 | 10,4 | 3,6  | −0,8  | −5,2 | 3,7    |
| Абсолютный минимум, °C        | −31  | −30  | −26   | −16  | −17   | −4    | 0     | 1    | −3   | −12  | −22   | −33  | −33    |
| Норма осадков, мм             | 81,3 | 78,7 | 101,6 | 96,5 | 129,5 | 111,8 | 137,2 | 96,5 | 91,4 | 73,7 | 86,4  | 83,8 | 1165,9 |